# Línea del Bözberg

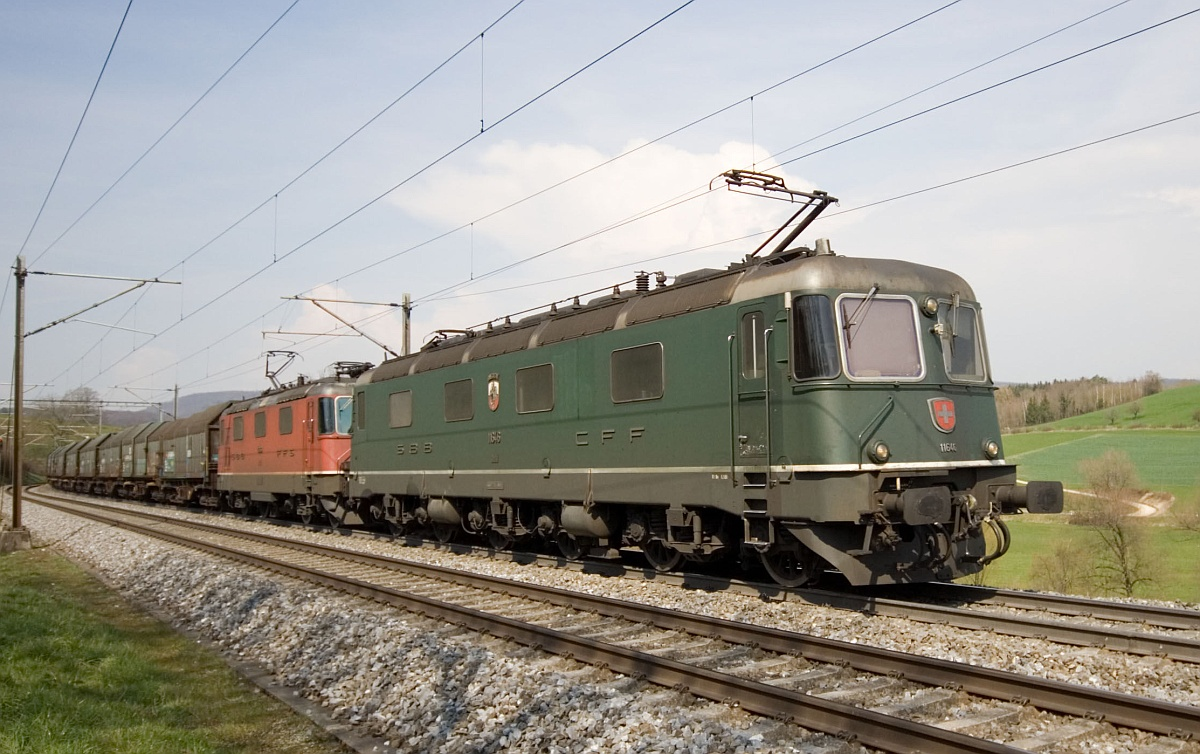
Un tren mercancías con doble tracción, una Re 420 (roja) acoplada a una Re 620 (verde), se acerca al túnel del Bözberg

La línea del Bözberg es una línea ferroviaria en Suiza, que cubre el trayecto entre Basilea SBB y Brugg vía Pratteln, Rheinfelden, Stein-Säckingen, Frick y el Túnel del Bözberg. En Brugg se conecta con Zúrich a través de Baden y con la línea del Gotardo mediante el Ferrocarril del Sur de Argovia (Aargauische Südbahn).
Fue construida por la Bötzbergbahn, una empresa formada por el Ferrocarril Suizo del Noreste (Schweizerische Nordostbahn) y el Ferrocarril Central Suizo (Schweizerische Centralbahn). La construcción de la línea comenzó en 1870 y fue inaugurada el 2 de agosto de 1875. Pasó a propiedad de los Ferrocarriles Federales Suizos en 1902. Actualmente es una importante línea de mercancías que conecta Alemania e Italia mediante el paso del Gotardo.

## Historia
En 1836 se hizo una propuesta para construir una línea ferroviaria de Zúrich a Basilea por Laufenburg, pero sufrió de falta de financiación y de oposición en Basilea. La sección entre Zúrich y Baden fue abierta al tráfico el 9 de agosto de 1847 por el Ferrocarril Suizo del Norte (Schweizerische Nordbahn), el cual fue llamado popularmente Spanisch-Brötli Bahn. El gobierno del cantón de Argovia propuso continuar la línea pasando por Brugg y el paso de Bözberg a Basilea. 
En 1858 el Ferrocarril Central Suizo abrió la línea de Brugg a Olten, conectando con su línea del Hauenstein a Basilea. Al mismo tiempo, la línea Zúrich – Baden (la cual, para ese entonces, se había fusionado con el Ferrocarril Suizo del Noreste) fue prolongada para conectarla con el Ferrocarril Central en Brugg. La construcción de una ruta alternativa, conocida como el Bözbergbahn (BöB), empezó en 1870 y se inauguró el 2 de agosto de 1875 a través del Paso del Bözberg desde Pratteln hasta Brugg por el valle de Frick y el túnel del Bözberg de 2.526 m, por medio de una sociedad entre el F.c. Central y el F.c. del Noreste. Esta línea es de 49 km de longitud, unos 8 kilómetros menos que la línea vía Olten. Los trenes por ésta usan el F.c. Central entre Basilea y Pratteln y el F.c. Noreste entre Brugg y Zúrich. La línea ferroviaria, de una sola vía, fue construida con un gradiente máximo de 1,4%.